# NAMCO x CAPCOM ORIGINAL SOUND TRACK
NAMCO x CAPCOM ORIGINAL SOUND TRACK（ナムコクロスカプコン オリジナル・サウンドトラック）は、ナムコとカプコンのクロスオーバーゲーム『NAMCO x CAPCOM』の音楽CD。

## 解説
両社のゲームシリーズの音楽を数種類起用し、今作品のオリジナル音楽、古代祐三作曲のオープニング、エンディングテーマ、オープニングテーマのロングヴァージョン、テーマ曲のカラオケヴァージョンで構成された2枚組のCDである。
ジャケットには川野琢嗣による多数のキャラクター公式イラストを起用している。

## 収録曲

### DISK1
1. オリジナル「ナムコ クロス カプコン」 - すばらしき新世界
2. オリジナル「ナムコ クロス カプコン」 - ゆらぎの街のアリス 〜TITLE ver.
3. オリジナル「ナムコ クロス カプコン」 - 激・闘・前・夜
4. オリジナル「ナムコ クロス カプコン」 - すばらしき新世界 〜PIANO ver.
5. オリジナル「ナムコ クロス カプコン」 - 忘れ得ぬ、遠い日の約束
6. オリジナル「ナムコ クロス カプコン」 - 時間（とき）の足音
7. CAPCOM「ストリートファイターII」 - Stage China Chun-Li
8. オリジナル「ナムコ クロス カプコン」 - 加速する混沌
9. オリジナル「ナムコ クロス カプコン」 - ゆらぎの街のアリス
10. オリジナル「ナムコ クロス カプコン」 - すべては戦いの中に
11. オリジナル「ナムコ クロス カプコン」 - たちこめる暗雲
12. NAMCO「ゼノサーガ エピソードI」 - 戦闘するKOS-MOS
13. NAMCO「ゼノサーガ エピソードI」 - Battle
14. オリジナル「ナムコ クロス カプコン」 - それが進むべき道だから
15. オリジナル「ナムコ クロス カプコン」 - タイトルコール
16. オリジナル「ナムコ クロス カプコン」 - ブレークタイム
17. オリジナル「ナムコ クロス カプコン」 - 解かれた運命の門
18. NAMCO「テイルズ オブ デスティニー」 - Lion-Irony of fate
19. オリジナル「ナムコ クロス カプコン」 - 去りゆく者たちへ
20. オリジナル「ナムコ クロス カプコン」 - 風に向かって
21. NAMCO「風のクロノア2」 - STEPPING WIND
22. NAMCO「ワルキューレの伝説」 - メイン・テーマ
23. NAMCO「イシターの復活」 - ドルアーガ（ENTRANT HALL）
24. NAMCO「イシターの復活」 - メインテーマ
25. NAMCO「妖怪道中記」 - サイコロ道場
26. NAMCO「ソウルキャリバーII」 - BRAVE SWORD,BRAVER SOUL
27. NAMCO「源平討魔伝」 - 源平討魔伝のテーマ
28. NAMCO「バーニングフォース」 - Bay Yard（1st Day）
29. CAPCOM「ロックマンDASH」 - フラッター号VSゲゼルシャフト号
30. NAMCO「源平討魔伝」 - 義経
31. CAPCOM「ヴァンパイアハンター」 - DEMITRI Stage（Romania）
32. CAPCOM「大魔界村」 - 1st BGM
33. CAPCOM「ヴァンパイアハンター」 - MORRIGAN Stage（Scotland）
34. オリジナル「ナムコ クロス カプコン」 - 闇のゆらめき
35. CAPCOM「ヴァンパイアハンター」 - LEI-LEI Stage（China）

### DISK2
1. CAPCOM「ディノクライシス2」 - Regina's challenge
2. CAPCOM「鉄拳タッグトーナメント」 - OPENING MOVIE
3. CAPCOM「ストリートファイターII」 - Stage Japan Ryu
4. CAPCOM「ストリートファイターII」 - Stage U.S.A. Ken
5. NAMCO「ワンダーモモ」 - ゲームBGM
6. NAMCO「超絶倫人ベラボーマン」 - ベラボーマン
7. CAPCOM「鉄拳3」 - Opening Movie
8. NAMCO「ワンダーモモ」 - 変身後BGM
9. CAPCOM「ストリートファイターZERO2」 - STAGE SAKURA
10. オリジナル「ナムコ クロス カプコン」 - 逢魔繚乱
11. CAPCOM「ファイナルファイト」 - （STAGE5）BGM6
12. CAPCOM「私立ジャスティス学園」 - 俺達の学校は俺達が守る!
13. NAMCO「ワルキューレの伝説」 - ズール
14. NAMCO「妖怪道中記」 - メインテーマ
15. オリジナル「ナムコ クロス カプコン」 - ポジティブシンキン
16. CAPCOM「ロストワールド」 - 1ROUND BGM
17. CAPCOM「ロストワールド」 - SHOPPIN'
18. CAPCOM「キャプテンコマンドー」 - STAGE 1（City）
19. オリジナル「ナムコ クロス カプコン」 - その影、彼方より
20. NAMCO「ディグダグII」 - DIG DUG II
21. CAPCOM「ストライダー飛竜」 - 防衛圏（1Stage Demo）〜踏み込め!（1Stage BGM1）
22. オリジナル「ナムコ クロス カプコン」 - 宿命という名の嵐
23. CAPCOM「ストリートファイターZERO3」 - Brave or grave -Theme of VEGA Type.2-
24. NAMCO「イシターの復活」 - クオックス
25. NAMCO「クロノアヒーローズ」 - GUNTZ
26. オリジナル「ナムコ クロス カプコン」 - 99
27. オリジナル「ナムコ クロス カプコン」 - 必勝への軌跡
28. オリジナル「ナムコ クロス カプコン」 - すばらしき新世界 〜INST. ver.
29. オリジナル「ナムコ クロス カプコン」 - あの頃の夢のように
30. オリジナル「ナムコ クロス カプコン」 - いつかきっと、月光（つき）の下で
31. オリジナル「ナムコ クロス カプコン」 - ゲームオーバー
32. オリジナル「ナムコ クロス カプコン」 - すばらしき新世界 〜LONG ver.
33. オリジナル「ナムコ クロス カプコン」 - すばらしき新世界 〜カラオケ ver.
34. オリジナル「ナムコ クロス カプコン」 - いつかきっと、月光（つき）の下で 〜カラオケ ver.